# Myxosporium belludum
Myxosporium belludum är en svampart som först beskrevs av Preuss, och fick sitt nu gällande namn av Pier Andrea Saccardo 1884. Myxosporium belludum ingår i släktet Myxosporium, divisionen sporsäcksvampar och riket svampar.   Inga underarter finns listade i Catalogue of Life.